# Liste des partis politiques au Cap-Vert
Le système politique du Cap-Vert est bipartite, avec deux partis principaux occupant le devant de la scène politique. Il est extrêmement difficile pour une formation de gagner en influence en dehors de l’un de ces deux partis.

## Liste

### Partis représentés à l’assemblée nationale
| Parti | Parti | Parti                                                                                          | Sigle | Dirigeant               | Position politique    | Idéologie                                                        | Députés |
| ----- | ----- | ---------------------------------------------------------------------------------------------- | ----- | ----------------------- | --------------------- | ---------------------------------------------------------------- | ------- |
|       |       | Mouvement pour la démocratie Movimento para a Democracia                                       | MpD   | Ulisses Correia e Silva | Centre à Centre droit | Libéralisme Démocratie chrétienne                                | 38 / 72 |
|       |       | Parti africain pour l'indépendance du Cap-Vert Partido Africano da Independência de Cabo Verde | PAICV | Janira Hopffer Almada   | Gauche                | Social-démocratie Socialisme démocratique Nationalisme de gauche | 30 / 72 |
|       |       | Union cap-verdienne indépendante et démocratique União Caboverdiana Independente e Democrática | UCID  | António Monteiro        | Centre droit          | Conservatisme Démocratie chrétienne                              | 4 / 72  |

### Autres partis
- Alliance démocratique pour le changement (en) (Aliança Democrática para a Mudança, ADM)
  - Union cap-verdienne indépendante et démocratique (União Caboverdiana Independente e Democrática, UCID)
  - Parti de la convergence démocratique (en) (Partido da Convergência Democrática, PCD)
  - Parti du travail et de la solidarité (en) (Partido de Trabalho et Solidariedade, PTS)
- Parti du renouveau démocratique (en) (Partido da Renovação Democrática, PRD)
- Parti social-démocratique (Partido Social Democrático, PSD)

## Anciens partis
- Parti africain pour l'indépendance de la Guinée et du Cap-Vert (PAIGC), toujours actif en Guinée-Bissau